# Адам Генрік
Адам Генрік, рідше Адам Енріке (англ. Adam Henrique; нар. 6 лютого 1990, Брантфорд) — канадський хокеїст, центральний нападник клубу НХЛ «Едмонтон Ойлерз». Гравець збірної команди Канади.

## Сім'я
Адам народився в сім'ї Джо та Терези. Його батько португалець за походженням, а мати - полячка. Його бабуся і дідусь по лінії батька говорять португальською; його батько також розмовляє португальською мовою, а мати - польською.

## Ігрова кар'єра
Вихованець місцевого хокею, Генрік розпочав хокейну кар'єру 2005 року виступами за юніорську команду Брантфорд '99ers.
У травні 2006 був обраний на драфті ЗХЛ під 24-м загальним номером командою «Віндзор Спітфайрс» у складі останнього двічі здобув Меморіальний кубок у 2009 та 2010 роках. У 2014 році його майка під № 14 була піднята над ареною «Спітфайрс».
2008 року був обраний на драфті НХЛ під 82-м загальним номером командою «Нью-Джерсі Девілс».
11 квітня 2011 Генрік дебютував у складі «дияволів» у грі проти «Бостон Брюїнс». 3 листопада 2011 Адам забив свій перший гол у кар’єрі в матчі проти «Філадельфія Флаєрс», які захищав Сергій Бобровський.
28 січня 2012 нападника обрали для участі в матчі всіх зірок НХЛ серед новобранців ліги. Однак через травму адам не брав участі в цій грі. У чвертьфіналі Східної конференції плей-оф Кубка Стенлі 2012 у сьомому матчі проти «Флорида Пантерс» Генрік став автором двох голів, один з яких в овертаймі став переможним та вивів «Девілс» до півфіналу конференції. 25 травня Адам на 1:03 додаткового часу в матчі проти «Нью-Йорк Рейнджерс» та вивів «Нью-Джерсі Девілс» у фінал Кубка Стенлі, де «дияволи» поступились у шести іграх «Лос-Анджелес Кінгс».
26 серпня 2013 Генрік, як вільний агент уклав шестирічний контракт із «Нью-Джерсі Девілс» на суму $24 мільйони доларів.
У сезоні 2015–16 Адам набрав у регулярній першості 50 очок це найкращий показник для нападника за весь час виступів у складі «Девілс».
29 жовтня 2016 Генрік закинув 100-й гол у кар’єрі в домашній грі проти «Тампа-Бей Лайтнінг».
30 листопада 2017 Генріка обміняли на гравця «Анагайм Дакс» Самі Ватанена.
16 липня 2018 року, Адам підписав п'ятирічний контракт з «Дакс».
17 грудня 2023 року, Генрік оформив свій перший хет-трик у кар'єрі в переможній грі 5–1 над «Нью-Джерсі Девілс».
10 січня 2024 року, канадець набрав своє 500-те очко в кар'єрі, зробивши результативну передачу.
6 березня 2024 року, Генріка обиіняли до клубу «Едмонтон Ойлерз».
1 липня 2024 року, Адам підписав дворічний контракт з «Ойлерз».
Був гравцем молодіжної збірної Канади, у складі якої брав участь у 6 іграх та здобув срібні нагороди.
29 квітня 2019 Адама викликали до національної збірної команди Канади на чемпіонат світу 2019 року, де канадці здобули срібні медалі. Чемпіон світу 2021 року.

## Статистика

### Клубні виступи
| Сезон        | Клуб                | Ліга         | Регулярний сезон | Регулярний сезон | Регулярний сезон | Регулярний сезон | Регулярний сезон | Плей-оф | Плей-оф | Плей-оф | Плей-оф | Плей-оф |
| Сезон        | Клуб                | Ліга         | І                | Г                | П                | О                | ШХ               | І       | Г       | П       | О       | ШХ      |
| ------------ | ------------------- | ------------ | ---------------- | ---------------- | ---------------- | ---------------- | ---------------- | ------- | ------- | ------- | ------- | ------- |
| 2005–06      | Брантфорд '99ers    | Альянс Ю16   | 33               | 33               | 21               | 54               | 42               | —       | —       | —       | —       | —       |
| 2006–07      | «Віндзор Спітфайрс» | ОХЛ          | 62               | 23               | 21               | 44               | 20               | —       | —       | —       | —       | —       |
| 2007–08      | «Віндзор Спітфайрс» | ОХЛ          | 66               | 20               | 24               | 44               | 28               | 5       | 2       | 3       | 5       | 4       |
| 2008–09      | «Віндзор Спітфайрс» | ОХЛ          | 56               | 30               | 33               | 63               | 47               | 20      | 8       | 9       | 17      | 19      |
| 2009–10      | «Віндзор Спітфайрс» | ОХЛ          | 54               | 38               | 39               | 77               | 57               | 19      | 20      | 5       | 25      | 12      |
| 2010–11      | «Олбані Девілс»     | АХЛ          | 73               | 25               | 25               | 50               | 26               | —       | —       | —       | —       | —       |
| 2010–11      | «Нью-Джерсі Девілс» | НХЛ          | 1                | 0                | 0                | 0                | 0                | —       | —       | —       | —       | —       |
| 2011–12      | «Олбані Девілс»     | АХЛ          | 3                | 0                | 1                | 1                | 2                | —       | —       | —       | —       | —       |
| 2011–12      | «Нью-Джерсі Девілс» | НХЛ          | 74               | 16               | 35               | 51               | 7                | 24      | 5       | 8       | 13      | 11      |
| 2012–13      | «Олбані Девілс»     | АХЛ          | 16               | 5                | 3                | 8                | 12               | —       | —       | —       | —       | —       |
| 2012–13      | «Нью-Джерсі Девілс» | НХЛ          | 42               | 11               | 5                | 16               | 16               | —       | —       | —       | —       | —       |
| 2013–14      | «Нью-Джерсі Девілс» | НХЛ          | 77               | 25               | 18               | 43               | 20               | —       | —       | —       | —       | —       |
| 2014–15      | «Нью-Джерсі Девілс» | НХЛ          | 75               | 16               | 27               | 43               | 34               | —       | —       | —       | —       | —       |
| 2015–16      | «Нью-Джерсі Девілс» | НХЛ          | 80               | 30               | 20               | 50               | 23               | —       | —       | —       | —       | —       |
| 2016–17      | «Нью-Джерсі Девілс» | НХЛ          | 82               | 20               | 20               | 40               | 38               | —       | —       | —       | —       | —       |
| 2017–18      | «Нью-Джерсі Девілс» | НХЛ          | 24               | 4                | 10               | 14               | 6                | —       | —       | —       | —       | —       |
| 2017–18      | «Анагайм Дакс»      | НХЛ          | 57               | 20               | 16               | 36               | 14               | 4       | 0       | 0       | 0       | 0       |
| 2018–19      | «Анагайм Дакс»      | НХЛ          | 82               | 18               | 24               | 42               | 24               | —       | —       | —       | —       | —       |
| 2019–20      | «Анагайм Дакс»      | НХЛ          | 71               | 26               | 17               | 43               | 22               | —       | —       | —       | —       | —       |
| 2020–21      | «Анагайм Дакс»      | НХЛ          | 45               | 12               | 9                | 21               | 11               | —       | —       | —       | —       | —       |
| 2021–22      | «Анагайм Дакс»      | НХЛ          | 58               | 19               | 23               | 42               | 14               | —       | —       | —       | —       | —       |
| 2022–23      | «Анагайм Дакс»      | НХЛ          | 62               | 22               | 16               | 38               | 22               | —       | —       | —       | —       | —       |
| 2023–24      | «Анагайм Дакс»      | НХЛ          | 60               | 18               | 24               | 42               | 33               | —       | —       | —       | —       | —       |
| 2023–24      | «Едмонтон Ойлерз»   | НХЛ          | 22               | 6                | 3                | 9                | 4                | 17      | 4       | 3       | 7       | 2       |
| 2024–25      | «Едмонтон Ойлерз»   | НХЛ          | 81               | 12               | 15               | 27               | 16               | 22      | 4       | 3       | 7       | 4       |
| Усього в НХЛ | Усього в НХЛ        | Усього в НХЛ | 993              | 275              | 282              | 557              | 304              | 67      | 13      | 14      | 27      | 17      |

### Збірна
| Рік                | Команда            | Турнір             | Місце              | І  | Г | П | О  | ШХ |
| ------------------ | ------------------ | ------------------ | ------------------ | -- | - | - | -- | -- |
| 2010               | Канада             | МЧС                | 2                  | 6  | 1 | 0 | 1  | 2  |
| 2019               | Канада             | ЧС                 | 2                  | 10 | 0 | 2 | 2  | 0  |
| 2021               | Канада             | ЧС                 | 1                  | 10 | 6 | 5 | 11 | 0  |
| Молодіжна збірна   | Молодіжна збірна   | Молодіжна збірна   | Молодіжна збірна   | 6  | 1 | 0 | 1  | 2  |
| Національна збірна | Національна збірна | Національна збірна | Національна збірна | 20 | 6 | 7 | 13 | 0  |